# Police municipale (Espagne)
Pour les articles homonymes, voir Police municipale.
 (janvier 2013).
Si vous disposez d'ouvrages ou d'articles de référence ou si vous connaissez des sites web de qualité traitant du thème abordé ici, merci de compléter l'article en donnant les références utiles à sa vérifiabilité et en les liant à la section « Notes et références ».

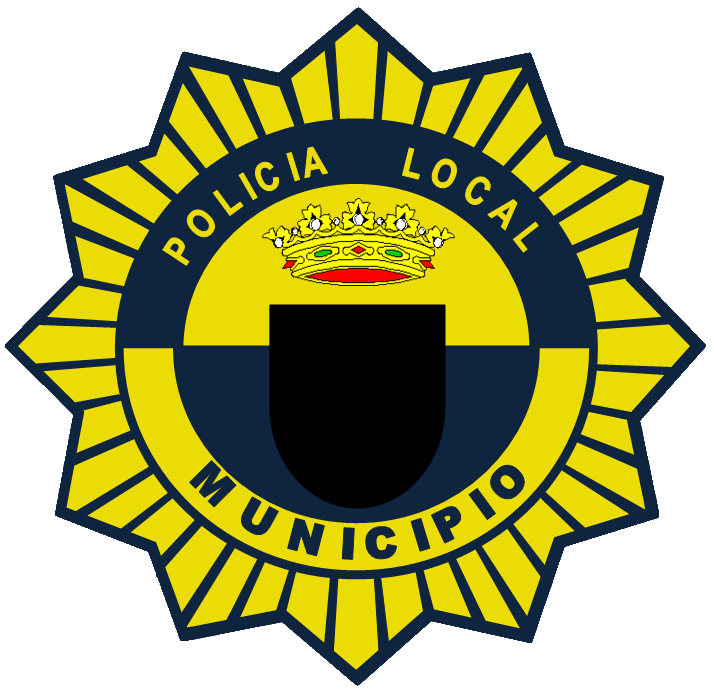
logo de la police municipale d'Espagne

Toute ville espagnole, à partir de 5 000 habitants, peut disposer d'une police municipale appelée Policía Municipal, Policía Local ou Guàrdia Urbana selon le cas. Ainsi la Policía Municipal de Madrid, la BESCAM  et la Guàrdia Urbana de Barcelona  comptent parmi  les plus importantes du pays.

## Missions
Une loi organique de 1986 leur attribue des compétences en matière sécurité publique de police administrative, judiciaire et routière. Dans les petites villes et villages ce rôle est dévolue à la Guardia Civil ou aux polices  des communautés autonomes : 
- Îles Canaries : Corps général de la police canarienne (depuis 2010) ;
- Catalogne : Police de la Généralité - Mossos d'Esquadra (depuis 1983) ;
- Navarre : Police forale de Navarre (depuis 1987) ;
- Pays basque : Police du Pays basque (depuis 1982).

Mais aussi au Corps national de Police (CNP) dans le cas des 5  communautés autonomes de: 
- Andalousie : Unité du corps national de police affectée à la communauté autonome d'Andalousie ;
- Aragón : Unité du corps national de police affectée à la communauté autonome d'Aragón ;
- Asturies : Unité du corps national de police affectée à la communauté autonome de la principauté des Asturies ;
- Communauté valencienne : Unité du corps national de police affectée à la communauté autonome valencienne ;
- Galice : Unité du corps national de police affectée à la communauté autonome de Galice.

## Cas madrilène et barcelonais
Madrid et son agglomération sont placés sont les juridictions respective des
- Policía Municipal de Madrid,
- et de la BESCAM

## Source
Cette notice est issue des études mises en ligne par la Bibliothèque du Congrès américain  sur Polices espagnoles autres que la Guardia civil ou le CNP